# クイーンズ郡 (ニューブランズウィック州)
クイーンズ郡（クイーンズぐん、英語：Queens County、仏語：Comté de Queens）は、カナダのニューブランズウィック州中部に位置する郡。グランド湖があり、セント・ジョン川が郡中央部を流れている。ミント炭田がサンバリー郡との境にある。

## 行政区分
クイーンズ郡には4村がある。また10の小教区に分かれる。

### 主な村
- ミント：サンバリー郡との郡境にある炭坑地区。村の一部はサンバリー郡にあるが、クイーンズ郡に属する面積の方が大きいためカナダ統計局ではクイーンズ郡に分類している。